# Quilmes Airport
Quilmes Airport är en flygplats i Argentina. Den ligger i den centrala delen av landet, i huvudstaden Buenos Aires. Quilmes Airport ligger 1 meter över havet.
Terrängen runt Quilmes Airport är mycket platt. Havet är nära Quilmes Airport åt nordost. Runt Quilmes Airport är det mycket tätbefolkat, med 1 463 invånare per kvadratkilometer.. Närmaste större samhälle är Buenos Aires, 16,0 km nordväst om Quilmes Airport.